# Westland Widgeon

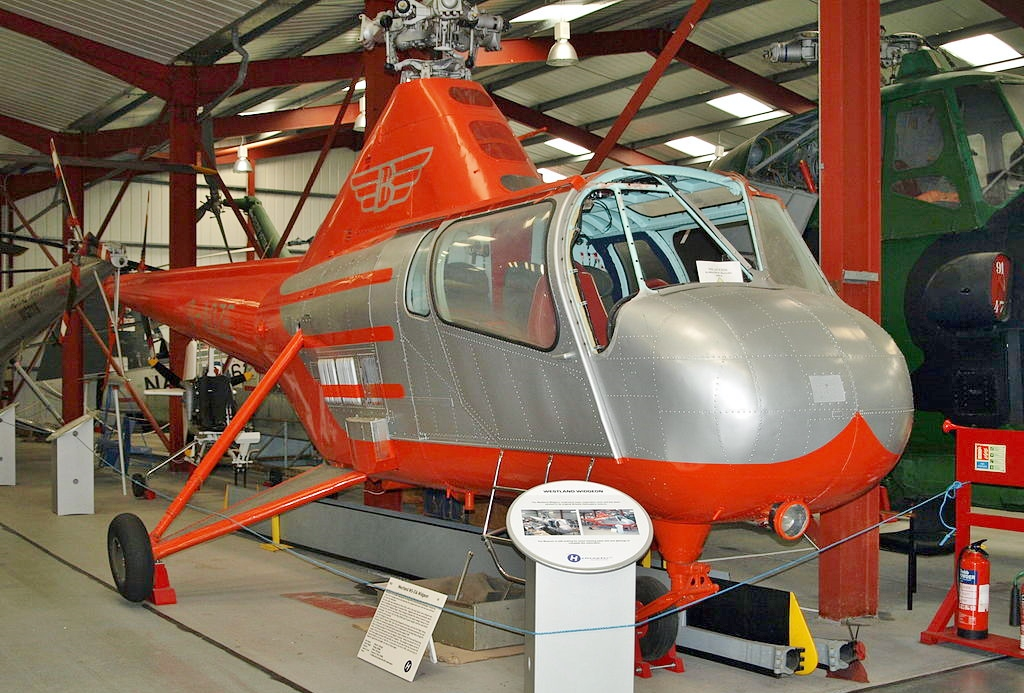
Westland WS-51A Widgeon im Hubschraubermuseum in Weston

Der Westland Widgeon war ein von der britischen Firma Westland Aircraft in Eigenregie weiterentwickelter Hubschrauber. Er ist ein leichter Mehrzweckhubschrauber und basierte auf dem Vorgängermodell Westland Dragonfly HR5.

## Geschichte
Nach dem Erfolg mit dem in Lizenz gebauten Dragonfly begann Westland, zwei weitere Typen parallel zu bauen. Neben dem wiederum in Lizenz von Sikorsky gebauten Westland Whirlwind arbeitete die Firma gleichzeitig an einer Weiterentwicklung des Dragonfly. Durch eine vergrößerte und verstärkte Kabine wurde die Sitzplatzzahl auf fünf erhöht. Allerdings verkaufte sich der Widgeon nicht gut, insgesamt wurden nur 15 Exemplare gebaut, einige davon waren Umrüstungen bestehender Dragonfly HR5.
Einzelne Exemplare des Widgeon waren in Großbritannien, Hongkong, Japan und Jordanien im Einsatz, meist im Dienst des Militärs oder (wie in Hongkong) bei der Polizei. Wenige Maschinen wurden als Krankentransporthubschrauber für zwei Verletzte ausgerüstet.
Nachdem die britische Luftwaffe den Plan, 24 Widgeon zu beschaffen, fallen ließ und der Hubschrauber auch international kaum Abnehmer fand, wurde die Produktion eingestellt. Westland konzentrierte sich danach auf die Produktion des deutlich erfolgreicheren Whirlwind.

## Militärische Nutzung
Biafra: 3
 Brasilien
Brasilianische Marine: 3
 Ceylon: 2
 Hongkong
Royal Hong Kong Auxiliary Air Force
 Japan
 Jordanien: 2
 Nigeria: 1 von Biafra erbeuteter Helikopter

## Technische Daten
| Kenngröße             | Daten                                          |
| --------------------- | ---------------------------------------------- |
| Besatzung             | 1                                              |
| Passagiere            | 4                                              |
| Rumpflänge            | 12,44 m                                        |
| Rotordurchmesser      | 14,99 m                                        |
| Höhe                  | 4,04 m                                         |
| Leermasse             | 1969 kg                                        |
| max. Startmasse       | 2576 kg                                        |
| Höchstgeschwindigkeit | 167 km/h                                       |
| Dienstgipfelhöhe      | 3600 m                                         |
| Reichweite            | 500 km                                         |
| Triebwerke            | 1 × Alvis-Leonides 521/2 Sternmotor mit 367 kW |